# Stephen Macknowski
Stephen Albert Macknowski (Yonkers, 16 febbraio 1922 – 4 aprile 2013) è stato un canoista statunitense.

## Palmarès

### Olimpiadi
- Oro a Londra 1948 nel C2 10000 metri.
- Argento a Londra 1948 nel C2 1000 metri.